# Melanichneumon glaucatoriops
Melanichneumon glaucatoriops là một loài tò vò trong họ Ichneumonidae.